# Bardsragujn chumb 1995-1996
Il Bardsragujn chumb 1995-1996 è stato la quarta edizione del campionato di calcio armeno, concluso con la vittoria dell'Pyunik FC, al suo secondo titolo.
Capocannoniere del torneo fu Ara Adamyan (Shirak FC) con 28 reti.

## Formula
Il campionato venne disputato seguendo il calendario delle nazioni dell'Europa Occidentale, dall'autunno alla primavera. Nei primi mesi del 1995 venne disputato un breve torneo di transizione che non assegnò il titolo di campione ma fece retrocedere le ultime classificate.
Le 12 squadre giocarono un turno di andata e ritorno per un totale di 22 partite al termine delle quali l'ultima fu retrocessa mentre la penultima disputò uno spareggio con la seconda classificata dell'Aradżin Chumb per la permanenza nella massima serie.
Oltre alla squadra campione, anche la seconda si qualificò per la coppa UEFA 1996-1997 mentre la vincitrice della coppa nazionale fu ammessa alla coppa delle Coppe 1996-1997
L'Homenetmen Yerevan cambiò nome in Pyunik Yerevan.

## Squadre partecipanti
| Club                 | Città       | Stadio | Posizione 1995 |
| -------------------- | ----------- | ------ | -------------- |
| Ararat               | Erevan      |        | 1º gruppo 2    |
| Širak                | Gyumri      |        | 1º gruppo 1    |
| P'yownik             | Erevan      |        | 2º gruppo 2    |
| Van Erevan           | Erevan      |        | 4º gruppo 2    |
| Tsement Ararat       | Ararat      |        | 2º gruppo 1    |
| Homenmen Yerevan     | Erevan      |        | 4º gruppo 1    |
| Kotayk'              | Abovyan     |        | 3º gruppo 2    |
| Aznavour Noyemberyan | Noyemberyan |        | 3º gruppo 1    |
| Zangezour            | Goris       |        | 5º gruppo 1    |
| Erevan               | Erevan      |        | Aradżin Chumb  |
| Karabakh             | Erevan      |        | Aradżin Chumb  |
| Aragats Gyumri       | Gyumri      |        | 5º gruppo 2    |

## Classifica finale
|                    | Pos. | Squadra              | Pt | G  | V  | N | P  | GF | GS | DR  |
| ------------------ | ---- | -------------------- | -- | -- | -- | - | -- | -- | -- | --- |
| Armenia (bandiera) | 1.   | P'yownik             | 60 | 22 | 19 | 3 | 0  | 71 | 14 | +57 |
|                    | 2.   | Širak                | 51 | 22 | 16 | 3 | 3  | 67 | 23 | +44 |
|                    | 3.   | Erevan               | 44 | 22 | 13 | 5 | 4  | 43 | 24 | +19 |
|                    | 4.   | Ararat               | 39 | 22 | 12 | 3 | 7  | 58 | 28 | +30 |
|                    | 5.   | Tsement Ararat       | 39 | 22 | 12 | 3 | 7  | 57 | 33 | +24 |
|                    | 6.   | Kotayk'              | 36 | 22 | 11 | 3 | 8  | 31 | 33 | -2  |
|                    | 7.   | Karabakh             | 29 | 22 | 8  | 5 | 9  | 29 | 28 | +1  |
|                    | 8.   | Van Erevan           | 24 | 22 | 7  | 3 | 12 | 42 | 42 | 0   |
|                    | 9.   | Homenmen Yerevan     | 21 | 22 | 6  | 3 | 13 | 30 | 52 | -22 |
|                    | 10.  | Zangezour            | 17 | 22 | 5  | 2 | 15 | 26 | 60 | -34 |
|                    | 11.  | Aragats Gyumri       | 15 | 22 | 4  | 3 | 15 | 35 | 89 | -54 |
|                    | 12.  | Aznavour Noyemberyan | 2  | 22 | 0  | 2 | 20 | 19 | 82 | -63 |

Legenda:

      Campione di Armenia e ammessa alla Coppa UEFA
      Ammessa alla Coppa UEFA
      Ammessa alla Coppa delle Coppe
      Retrocessa in Aradżin Chumb
Note:

Tre punti a vittoria, uno a pareggio, zero a sconfitta.

### Spareggio promozione-retrocessione
|                |       |             | Città e data          |
| -------------- | ----- | ----------- | --------------------- |
| Aragats Gyumri | 0 - 4 | BKMA Erevan | Erevan, 8 giugno 1996 |

### Verdetti
- Pyunik FC Campione d'Armenia e ammesso alla Coppa UEFA 1996-1997
- Shirak FC ammesso alla Coppa UEFA 1996-1997
- Kotayk Abovyan ammesso alla Coppa delle Coppe 1996-1997
- Aznavour Noyemberyan e Aragats Gyumri retrocessi in Aradżin Chumb

## Classifica marcatori
| Gol |  |  | Giocatore            | Squadra   |
| --- |  |  | -------------------- | --------- |
| 28  |  |  | Ara Adamyan          | Shirak    |
| 24  |  |  | Hovhannes Toumbaryan | Tsement   |
| 22  |  |  | Tigran Yesayan       | Yerevan   |
| 13  |  |  | Arthur Petrosyan     | Shirak    |
| 13  |  |  | Arthur Manukyan      | Zangezour |